# 소노자키 시온
소노자키 시온(일본어: 園崎詩音, Shion Sonozaki)는 사운드노벨 《쓰르라미 울 적에》에 등장하는 인물이다.

## 프로필
이름 : 소노자키 시온
일어 표기 : 園崎 詩音
나이 : 16~18세
몸무게 : 49kg
키 : 170cm
생일 : 7월 10일
별자리 : 게자리 (점성술)
혈액형 : B형
가족관계 : 소노자키 오료(조모), 아버지, 소노자키 아카네(어머니), 소노자키 미온(언니)

## 인물소개
얀데레 캐릭터로 주도면밀한 광기가 있으며 '고문광'이라는 별명이 있을 정도이다. 하지만 이러한 악행을 저지른 이유가 사랑하는 사람에 대한 질투나 집착 때문이 아니라 사랑하는 사람을 괴롭게 한 사람들에게 가하는 복수였기 때문이었다는 것. 와타나가시편에서 처음 등장한다. 사토시의 여동생 사토코가 사토시에게 의지해서 사토시가 힘들어한다고 판단한 후, 쌍둥이 언니와 역할을 바꿔서 언니와 사토코가 다니는 히나미자와 분교에 등교한 뒤 사토코에게 "니가 사토시에게 매달리니까 사토시군이 괴로운 거야"라며 사토코를 의자로 구타한다. 메이카시편에서는 사토코를 묶어두고 온몸을 칼로 찔러 죽인다. 또 사토시가 실종되자, 본인 집안의 소행이라는 생각에 할머니를 죽이고 촌장을 묶어두고 고문하다 죽도록 방치하고 마에바라 케이이치 역시 묶어두었지만, 살려서 보내준다. 하지만 나중에 다시 그의 집에 찾아가 그를 칼로 찔렀고 그 뒤 돌아오다가 베란다에서 추락사한다. 실성과 광기를 반복하지만 주도면밀한 면이 있어서 할머니 오료를 죽인 후 쌍둥이 언니 미온 행세를 하기도 한다.

## 같이 보기
- 쓰르라미 울 적에
- 07th Expansion